# KBS 스페셜
《KBS 스페셜》은 KBS 1TV에서 방송된 다큐멘터리 프로그램이다.

## 기획 의도
KBS가 다큐멘터리 역량을 총 집결해 만들어낸 다큐멘터리로 나와 우리 이웃, 대한민국, 세계 등의 모든 이야기들을 만날 수 있는 다큐멘터리 프로그램이다.

## 변천사
1994년 상업광고방송 전면 폐지 이후, KBS 일요스페셜이었으며, 2004년 가을 개편에 따라, KBS 스페셜로 이름을 바뀠다.

## 방송 시간
| 방송 채널 | 방송 기간                           | 방송 시간                               |
| --------- | ----------------------------------- | --------------------------------------- |
| KBS 1TV   | 1994년 10월 23일 ~ 2004년 10월 31일 | 매주 일요일 밤 8시 ~ 9시                |
| KBS 1TV   | 2007년 6월 17일 ~ 2013년 4월 7일    | 매주 일요일 밤 8시 ~ 9시                |
| KBS 1TV   | 2004년 11월 6일 ~ 2007년 6월 10일   | 매주 주말 밤 8시 ~ 9시                  |
| KBS 1TV   | 2016년 2월 18일 ~ 2017년 8월 31일   | 매주 목요일 밤 10시 ~ 10시 55분         |
| KBS 1TV   | 2018년 4월 12일 ~ 2019년 9월 26일   | 매주 목요일 밤 10시 ~ 10시 55분         |
| KBS 1TV   | 2017년 9월 28일 ~ 2017년 9월 29일   | 목요일 ~ 금요일 밤 9시 40분 ~ 10시 35분 |
| KBS 1TV   | 2018년 2월 22일                     | 목요일 밤 9시 40분 ~ 10시 35분          |
| KBS 1TV   | 2018년 3월 15일 ~ 2018년 3월 22일   | 목요일 밤 9시 50분 ~ 10시 45분          |
| KBS 1TV   | 2018년 3월 29일 ~ 2018년 3월 30일   | 목요일 ~ 금요일 밤 9시 50분 ~ 10시 45분 |

## 결방 사유

### 2016년
- 3월 12일 : 구글 딥마인드 체인지 매치의 개최에 따라 특집 프로그램 편성 관계로 결방.
- 4월 16일 : 제20대 국회의원 선거 결산 특집 편성 관계로 결방.
- 6월 26일 : 브렉시트(영국의 유럽 연합 탈퇴)가 확정되면서, 특집 프로그램 편성 관계로 결방.
- 8월 6일 : 《피쉬 플래닛》(감독판) 편성 관계로 결방.
- 8월 13일 ~ 8월 15일 : 리우데자네이루 올림픽 중계방송 관계로 결방.
- 12월 3일 : 《명견만리》 편성 관계로 결방.
- 12월 10일 : 박근혜 대통령 탄핵안 가결로 인한 특집 편성 관계로 결방.

### 2017년
- 2월 14일 : 《유네스코 세계유산 - 자연의 타임캡슐》 편성 관계로 결방.
- 8월 19일 : 영화 《택시운전사》의 개봉 이후 위르겐 힌츠페터 전 독일제1공영방송 기자의 취재 활동이 다시 한 번 주목을 받자 14년만에 재방송으로 대체.

## 수상 경력
- 2018년 방송통신심의위원회 6월 이달의 좋은 프로그램상(2018년 4월 19일 방송분)

## 같이 보기
- EBS 다큐프라임 (EBS 1TV)
- MBC 스페셜 (MBC TV)
- SBS 스페셜 (SBS TV)
- NHK 스페셜 (일본방송협회)